# Georg Schöpf
Georg Schöpf (* 25. August 1893 in Kemnath; † 30. Dezember 1962 ebenda) war ein deutscher Politiker der SPD.

## Leben
Schöpf erlernte den Beruf des Sattlers. Im Ersten Weltkrieg war er als Marinesoldat an Bord der König Albert. Ab 1922 war er als Sattlermeister und Landwirt tätig.

## Politik
Am 1. Mai 1933 schloss sich Schöpf der NSDAP an, aus der er schon nach kurzer Zeit ausgeschlossen wurde, unter anderem aufgrund seiner „marxistischen Gesinnung“. Danach war er, wie schon vor seiner Zeit in der NSDAP, als Funktionär der SPD tätig, stand aber nunmehr unter Bewachung und Bedrohung durch das Regime.
1945 beteiligte sich Schöpf an der Neugründung der SPD und wurde deren Kreisvorsitzender im Landkreis Kemnath. 1946 wurde er in die Verfassunggebende Landesversammlung berufen, im selben Jahr erfolgte seine Wahl in den Bayerischen Landtag, dem er eine Wahlperiode lang bis 1950 angehörte. Daneben war er kurzzeitig Mitglied des Kemnather Stadtrats und von 1948 bis 1958 des Kreistags.